# Robert Maginnis
Robert Patrick Maginnis (ur. 22 grudnia 1933 w Filadelfii, Pensylwania, zm. 14 września 2022) – amerykański duchowny katolicki, biskup pomocniczy Filadelfii w latach 1996-2010.

## Życiorys
Święcenia kapłańskie otrzymał 13 maja 1961 z rąk kard. Johna Krola i inkardynowany został do rodzinnej archidiecezji.
24 stycznia 1996 papież Jan Paweł II mianował go biskupem pomocniczym Filadelfii ze stolicą tytularną Siminina. Sakrę otrzymał z rąk ówczesnego metropolity kard. Anthony'ego Bevilacquy. Na emeryturę przeszedł 8 czerwca 2010.